# Mesoglea

Het mesoglea is de dikke laag in de zwemklok (pijl 7). Olindias formosa.

Mesoglea is de doorzichtige, geleiachtige substantie die voorkomt tussen de twee epitheliale lagen in de lichamen van primitieve dieren, zoals neteldieren (Cnidaria). De structuur van het mesoglea varieert van een dun, acellulair membraan tot een dik, vezelig, geleiachtig materiaal. Bij schijfkwallen functioneert het mesoglea als een hydrostatisch skelet: het lichaamsvocht zorgt voor stevigheid.
Mesoglea bestaat vooral uit water. Daarnaast bevat het mesoglea vezelachtige eiwitten zoals collageen en proteoglycaan. Mesoglea is meestal acellulair, maar in zowel neteldieren als ribkwallen bevat het mesoglea spierbundels en zenuwvezels. Andere zenuw- en spiercellen liggen net onder de epitheliale lagen. Mesoglea bevat ook amoebocyten die een rol spelen in de fagocytose van vuil en bacteriën. Deze cellen bestrijden ook infecties door het produceren van antibacteriële stoffen.
Mesoglea dient voor kwallen als een soort van inwendig skelet om het lichaam te ondersteunen. De elastische eigenschappen helpen bij het herstellen van de vorm nadat het vervormd is door de samentrekking van spieren. Maar zonder de opwaartse druk van het water om het te ondersteunen, wordt de mesoglea niet stijf genoeg om het gewicht van het lichaam te dragen en daardoor vallen holtedieren om als deze uit het water worden gehaald.